# Nepenthes gracillima
Espèce
Statut de conservation UICN

 LC  : Préoccupation mineure
Nepenthes gracillima est une espèce de plantes à fleurs de la famille des Nepenthaceae. C'est une sarracénie des Highlands, originaire de la Malaisie péninsulaire,. 